# Tiberije Grakho
Tiberije Grakho (lat.: Tiberius Sempronius Gracchus, TI·SEMPRONIVS·TI·F·P·N·GRACCVS) (163. pr. Kr. - 132. pr. Kr.) poznati rimski reformator. Stariji brat Gaja Grakha.
Oboje braće bili su ambiciozni aristokrati iz plebejske obitelji. Najozbiljnije su namjeravali rješavati probleme koji su zatekli Rimsku Republiku. Uspon ka političkom vrhu omogućilo im je ugledno obiteljsko podrijetlo. Mati Kornelija bila je kći poznatog rimskog vojskovođe Publija Kornelija Scipiona Afričkog. Udala se za plebejca, što joj je prema rimskoj tradiciji omogućavalo njenim sinovima također biti plebejcima. 
Tiberije Grakho bio je pučki tribun, što je značilo da se brine za rimski puk. On je sudjelovao u sjednicama senata i imao je pravo uložiti veto (zabrana), na predloženi zakon u senatu. Nakon uloženog veta, zakon se odbija te se o njemu više ne raspravlja. Budući da je posao pučkih tribuna bio dosta opasan, oni su bili 'sacro sancti' što je značilo da ih se ne smije ubiti jer ih štite bogovi, a s obzirom na to da su Rimljani bili jako bogobojazni, to im je bila dovoljno velika sigurnost. 
Predložio je da nitko u Rimu ne bi smio imati više od 350 jutara zemlje plus 150 za svakog sina. Kad je Rim oporukom dobio Pergamsko kraljevstvo Tiberije je predložio da se dio novca podijeli novim doseljenicima. Konzervativni senatori su smatrali da su financije isključivo briga senata. 
Tiberije Grakho se zalagao za to da se tzv. ager publicus u Rimu ne daje na iznajmljivanje samo bogatim građanima, nego da i običan puk ima pravo da mu se ta zemlja dodjeli. Nakon što je predložio taj zakon, senat se nevoljko složio, ali pod uvjetom da on popiše sav puk kojemu ta zemlja treba biti dodijeljena. No, to je bio dugotrajan posao i Tiberije Grakho ga nije stigao dovršiti jer ga je ubio Publije Scipion, tadašnji pontifex maximus.